# LP2 ²
LP2 ² (prononcer LP2 exposant 2) est le deuxième album de Navet Confit. Lancé sur le label La Confiserie le 11 septembre 2007, il s'agit d'un double album de 24 morceaux. Il est nommé comme meilleur album alternatif de l'année au Québec et meilleure réalisation de l'année en 2008 par l'ADISQ,.

## Personnel
Le multi-instrumentiste Jean-Philippe Fréchette, qui endisque sous le nom Navet Confit, a composé et réalisé lui-même les 24 pièces de LP2 ², enregistrées entre mai et juillet 2007. S'il a lui-même joué la plupart des instruments (guitares, basse, piano, orgue, batterie et percussions), il a fait appel à certains collègues musiciens pour quelques morceaux de l'album double, tels Fred Fortin, Carl-Éric Hudon, Émilie Proulx, Vincent Peake, Polipe et Jeremi Mourand.

## Liste des morceaux
| 1.  | La poste                                                |  |
| 2.  | Aujourd'hui                                             |  |
| 3.  | On a ri                                                 |  |
| 4.  | Le deadline de ta sœur                                  |  |
| 5.  | Tu regardes toujours le générique jusqu'à la fin        |  |
| 6.  | L                                                       |  |
| 7.  | Aspirines                                               |  |
| 8.  | Hublot                                                  |  |
| 9.  | Tes bottes sont comme des tigres qui mangent tes jambes |  |
| 10. | Samsam                                                  |  |
| 11. | Un taxi pour Jami Gertz                                 |  |
| 12. | Joyeux anniversaire                                     |  |

| 1.  | Vingt-huit, douze, zéro, cinq                 |  |
| 2.  | Dans l'escalier                               |  |
| 3.  | Piscine = piste de danse                      |  |
| 4.  | Sable                                         |  |
| 5.  | Vingt dollars                                 |  |
| 6.  | Par la fenêtre                                |  |
| 7.  | Ambulances                                    |  |
| 8.  | Janvier (le mois)                             |  |
| 9.  | Grunge                                        |  |
| 10. | Avec la conviction d'une adolescente défoncée |  |
| 11. | Une tonne de plumes dans mon cerveau brûlé    |  |
| 12. | Un cerf-volant                                |  |